# 静岡県道233号榛原金谷線
静岡県道233号榛原金谷線（しずおかけんどう233ごう はいばらかなやせん）は、静岡県牧之原市静波の（榛原）郵便局前交差点から島田市金谷猪土居を結ぶ県道である。

## 概要
ほぼ勝間田川沿いに進み、牧之原台地上の国道473号の手前で静岡県道73号細江金谷線に合流する。

### 路線データ
- 起点：静岡県牧之原市静波（国道150号交点）
- 終点：静岡県島田市金谷猪土居（静岡県道73号細江金谷線交点）

## 通過自治体
- 静岡県
  - 島田市 - 牧之原市

## 重複区間
- 静岡県道79号吉田大東線（約150m）

## 沿線の施設他
- 榛原郵便局
- 牧之原市役所榛原庁舎
- 牧之原市立榛原中学校
- 東名高速道路
- JR東海道新幹線